# The Water Diviner
The Water Diviner è un film del 2014 diretto e interpretato da Russell Crowe, al suo esordio come regista. L'omonimo romanzo, scritto da Andrew Anastasios e Meghan Wilson-Anastasios, è pubblicato da Edizioni Piemme. Il film è ispirato a fatti realmente accaduti.

## Trama
Impero ottomano, 1919. La prima guerra mondiale è finita, ma per Joshua Connor le battaglie non sono finite. Dalla nativa Australia, mosso da una promessa, è arrivato a Gallipoli, in Turchia, dove una delle più sanguinose battaglie della prima guerra mondiale gli ha portato via i suoi tre figli. La promessa, fatta alla moglie poco prima che morisse suicida, è quella di trovare i suoi figli, e riportarli a casa per dare loro una degna sepoltura. Joshua è un agricoltore e radioestesista, sa ascoltare la terra e cercare l'acqua nelle sue profondità, eppure trovare i suoi figli in quel luogo devastato dalla guerra sembra un'impresa troppo grande. I suoi unici amici in terra straniera sono il piccolo Orhan e sua madre Ayshe, che gli offrono alloggio nel piccolo albergo di famiglia, finché l'incontro con un ufficiale dell'esercito turco gli restituisce la speranza: il più grande dei suoi figli potrebbe essere ancora vivo. Comincia così per Joshua un viaggio nel cuore dell'Anatolia, alla ricerca del figlio perduto, che ritroverà. I due si aggiornano riguardo al resto della loro famiglia: il padre racconta della moglie affogata, il figlio degli ultimi istanti dei fratelli uccisi da egli stesso, dopo una battaglia, per porre fine al loro dolore. Attaccati dall'esercito greco, padre e figlio fuggono insieme da un pozzo, arrivando a nuoto in una vallata trascinati dall’acqua, salvandosi. Tre settimane dopo tornano da Orhan e Ayshe; quando questa vede Joshua non sembra sorpresa, perché aveva già avuto la profezia del suo ritorno. I due infine sorridono.

## Produzione

### Sviluppo
Il 16 giugno 2013 è stato annunciato che Russell Crowe avrebbe fatto il suo debutto alla regia con il film The Water Diviner, tratto da una sceneggiatura scritta da Andrew Knight e Andrew Anastasios nel quale avrebbe anche interpretato il ruolo del protagonista, Connor. Il budget del film è stato di circa 12 milioni di dollari.

### Cast
Oltre a Crowe si è aggiunta al cast il 18 ottobre 2013 Olga Kurylenko che interpreterà il ruolo di una donna turca. Lo stesso mese ha preso parte al cast anche Jai Courtney e alcuni attori turchi e australiani come Cem Yılmaz, Yılmaz Erdoğan, Ryan Corr, Deniz Akdeniz e Jacqueline McKenzie.

### Riprese
Le riprese del film sono iniziate il 2 dicembre 2013 in Australia e sono state effettuate a Burra, a Millers Point, nei Fox Studios di Sydney, a The Rocks e a Port Augusta. Il film è stato girato anche in Turchia dove sono state effettuate delle riprese a Muğla.

## Distribuzione
Il primo trailer del film è stato diffuso il 30 settembre 2014. È stato distribuito in Australia e Nuova Zelanda il 26 dicembre 2014.
Il film è uscito nelle sale italiane l'8 gennaio 2015 distribuito da Eagle Pictures.

## Riconoscimenti
- 2015 - AACTA Award
  - Miglior film
  - Miglior attore non protagonista a Yılmaz Erdoğan
  - Migliori costumi a Tess Schofield
  - Nomination Miglior attore protagonista a Russell Crowe
  - Nomination Miglior attrice non protagonista a Jacqueline McKenzie
  - Nomination Miglior sceneggiatura originale a Andrew Anastasios e Andrew Knight
  - Nomination Miglior montaggio a Matt Villa
  - Nomination Miglior scenografia
  - Nomination Migliori effetti visivi
- 2015 - Film Critics Circle of Australia Award
  - Miglior attore protagonista a Russell Crowe
  - Miglior attore non protagonista a Yılmaz Erdoğan
  - Miglior attrice non protagonista a Jacqueline McKenzie
  - Miglior colonna sonora a David Hirschfelder
  - Nomination Miglior film a Andrew Mason, Keith Rodger e Troy Lum
  - Nomination Miglior regia a Russell Crowe
  - Nomination Miglior fotografia a Andrew Lesnie
  - Nomination Miglior montaggio a Matt Villa
  - Nomination Miglior scenografia a Chris Kennedy
- 2015 - Australian Guild of Screen Composers
  - Nomination Miglior colonna sonora originale a David Hirschfelder
- 2015 - Australian Screen Sound Guild
  - Colonna sonora dell'anno
  - Miglior gruppo di lavoro
  - Andrew Plain Award per il miglior suono
  - Miglior sonoro a Wayne Pashley, Emma Mitchell e Andrew Miller
  - Nomination Miglior montaggio sonoro a Glenn Butler
- 2015 - Australian Writers' Guild
  - Miglior sceneggiatura originale a Andrew Knight e Andrew Anastasios
- 2015 - National Youth Arts Awards
  - Miglior attore in un film drammatico a Stuart Allan